# カロル・ストリヤ
カロル・ストリヤ（ポーランド語: Karol Stryja, 1915年2月2日 - 1998年1月31日）は、ポーランドの指揮者。ストリーヤとも表記される。
チェシンの生まれ。地元のギムナジウムを経て師範学校に進学。1934年から教師として働きつつカトヴィツェ音楽院に進んで音楽教育と合唱指揮を学び、1939年に卒業した。1937年からカトヴィツェ近郊ワジスカ・グルネの合唱団で指揮活動を始め、シレジア・フィルハーモニー管弦楽団にも客演するようになった。第二次世界大戦後の1951年にカトヴィツェ音楽院に戻り、グジェゴシュ・フィテルベルクの下で指揮法を習得した。1953年から1990年までシレジア・フィルハーモニー管弦楽団の音楽監督を務めた。1968年から1983年までオーデンセ交響楽団の音楽監督を兼任した。1979年にはカトヴィツェでグジェゴシュ・フィテルベルク国際指揮者コンクールを開催し、その翌年にはオーデンセでカール・ニールセン国際音楽コンクールを創始した。1983年からカトヴィツェ音楽院の助教授の職に就く。
1995年にポーランド復興勲章大十字勲章を贈られたほか、ブルガリア政府からも聖キリル＆メトディウス勲章を授与。
カトヴィツェで死去。